# Attentat du 29 novembre 1981 à Damas
 (août 2025).
L'attentat du 29 novembre 1981 à Damas est un attentat terroriste à la voiture piégée survenu le 29 novembre 1981 dans le quartier d'al-Azbakiyah, à Damas, en Syrie,. L'attaque fait 64 morts et 135 blessés et est imputée aux Frères musulmans, qui mènent une insurrection contre le gouvernement de Hafez el-Assad à l'époque.
Cependant, un groupe se faisant appeler Organisation pour la libération du Liban des étrangers revendique la responsabilité de l'attentat. On pense qu'il s'agit du même groupe que le Front pour la Libération du Liban des Étrangers (en), soutenu par Israël, qui est responsable d'une série d'attentats à la bombe au Liban, qui tuent 146 personnes.